# Mahmud Fath Allah Barakat
Mahmud Fath Allah Barakat (ar. محمود فتح الله بركات; ur. 16 maja 1958 w Kairze) – egipski zapaśnik walczący w obu stylach. Olimpijczyk z Los Angeles 1984, gdzie odpadł w eliminacjach w stylu klasycznym. Startował w kategorii 52 kg.
Srebrny medalista igrzysk afrykańskich w 1978. Zdobył trzy medale na mistrzostwach Afryki, złoty w 1979 i 1982. Wojskowy wicemistrz świata w 1982 roku.
- Turniej w Los Angeles 1984

Przegrał z Chińczykiem Hu Richa i Finem Taisto Halonennem i odpadł z turnieju.